# Лејла Халед
Лејла Халед (Хаифа, 9. април 1944) је палестинска бивша милитанткиња и активисткиња, чланица Народног фронта за ослобођење Палестине. Позната је као прва жена која је отела авион.
Халед је постала позната по учешћу у отмици авиона на лету TWA 840 1969. године, као и у једној од четири истовремене отмице авиона на аеродрому Досон Филд у Јордану 1970. године, у оквиру кампање „Црни септембар у Јордану“. Након што је била затворена, пуштена је у размену за цивилне таоце које су други чланови Народног фронта за ослобођење Палестине отели.

## Рани живот
Лејла Халед је рођена 9. априла 1944. године у Хаифи, тадашњој Британској мандатној Палестини, у арапској породици. Њена породица је 13. априла 1948. године, током палестинског егзодуса познатог као Накба, избегла у Либан, док је њен отац остао у Хаифи.
Са 15 година, по угледу на свог брата, придружила се панарапском Арапском националистичком покрету, који је крајем 1940-их основао Џорџ Хабаш, тада студент медицине на Америчком универзитету у Бејруту. Палестинско крило овог покрета касније је, након Шестодневног рата 1967. године, постало Народни фронт за ослобођење Палестине.
Халед је провела извесно време радећи као учитељица у Кувајту.

## Отмице

### ЛетТWA 840(1969)
29. августа 1969. године, Лејла Халед била је део тима који је отео авион на лету TWA 840, који је летео из Рима ка Тел Авиву. Отмичари су преусмерили авион Боинг 707 ка Дамаску. Према наводима неких медија, руководство Народног фронта за ослобођење Палестине је веровало да ће се на лету налазити Јицак Рабин, тадашњи амбасадор Израела у Сједињеним Америчким Државама, али он није био међу путницима. Халед тврди да је наредила пилоту да прелети преко Хаифе како би видела свој родни град. Нико од путника није повређен, али су отмичари након искрцавања путника дигли у ваздух носну секцију авиона.
Након ове отмице, фотографија Лејле Халед (коју је снимио Еди Адамс) на којој држи пушку АК-47 и носи кефију објављена је у многим публикацијама широм света. Услед тога, Халед је подвргнута шест операција пластичне хирургије на носу и бради како би сакрила свој идентитет и могла да учествује у будућим отмицама, али и зато што, како је навела, није желела да носи „лице иконе“.

### ЛетEl Al 219(1970)
6. септембра 1970. године, Лејла Халед и Патрик Аргуељо, Никарагванац америчког порекла, покушали су да отму лет El Al 219 на релацији Амстердам – Њујорк, као део серије готово истовремених отмица познатих као отмице на аеродрому Досон Филд, које је извео Народни фронт за ослобођење Палестине. Халед и Аргуељо су претили да ће активирати гранате уколико им не буде омогућен приступ кабини пилота. Пилоти су одбили да изврше захтеве и уместо тога нагло оборили авион у стрмоглави лет.
Догађаји који су уследили имају различите верзије у различитим изворима, али се зна да је, у насталом хаосу, неко ударио Аргуеља флашом вискија по глави. Аргуељо је тада упуцао и ранио једног члана посаде, а потом је бацио гранату према путницима, која, међутим, није експлодирала. Небески чувари су потом више пута упуцали Аргуеља, смртно га ранивши.
Авион је затим преусмерен ка аеродрому Хитроу у Лондону. Хитна помоћ је одвезла рањеног члана посаде и Аргуеља у болницу. Члан посаде је преживео, док је Аргуељо преминуо у амбулантним колима. Халед је ухапшена, али је касније пуштена у оквиру размене за таоце.

## Познији живот
Лејла Халед је у интервјуима изјављивала да је развила симпатије према Уједињеном Краљевству након што ју је, као први посетилац у затвору, службеник имиграције упитао зашто је ушла у земљу без важећих докумената. Током притвора у Елингу, развила је пријатељски однос са две полицајке које су биле задужене за њен надзор, а касније је са њима остала у преписци. Халед је наставила да посећује Уједињено Краљевство као говорник све до 2002. године, али јој је 2005. британска амбасада одбила визу како би одржала говор на фестивалу Féile an Phobail у Белфасту, где је била позвана као говорница. На крају је ипак успела да се обрати учесницима фестивала путем видео линка.
Према Халед, не постоји мировни процес између Арапа и Израела. Изјавила је: „То је политички процес у којем је однос снага на страни Израела, а не нас. Они имају све карте у рукама, а Палестинци немају на шта да се ослоне, посебно када Палестинска ослободилачка организација није уједињена.“ Халед такође подржава курдски политички покрет око Народне демократске партије и скреће пажњу на сличност судбина палестинског и курдског народа.
Политички је активна као чланица Палестинског националног већа и редовно учествује на Светском друштвеном форуму.
Била је удата за лекара Фајеза Рашида (1950–2023) и живела је са њим и њихова два сина, Бадером и Башаром, у Аману, Јордан. Декларисала се као нерелигиозна.
О њој је снимљен документарни филм под називом Leila Khaled, Hijacker, у режији палестинске ауторке Лине Макбул. Премијера филма одржана је у новембру 2005. године на Међународном фестивалу документарног филма у Амстердаму.
У новембру 2017. године, Халед је забрањен улазак у Рим, Италија, на аеродрому Леонардо да Винчи–Фијумичино, након чега је враћена у Аман, јер је чланица организације коју италијанске власти сматрају терористичком.
Средином септембра 2020. године, Халед је требало да говори на виртуелној конференцији путем платформе Zoom на Универзитету Сан Франциско, коју су организовали Рабаб Абдулхади и Томоми Кинукава. Након лобирања од стране јеврејске коалиционе групе End Jewish Hatred, компаније Zoom, YouTube и Facebook забраниле су коришћење својих платформи за одржавање конференције, позивајући се на поштовање закона о извозној контроли, санкцијама и борби против тероризма у Сједињеним Америчким Државама.

## У популарној култури
Лејла Халед је инспирисала бројна уметничка дела, песме и популарне културне референце широм света:
- Била је тема уметничког портрета под називом The Icon, који је направио уметник Амер Шомали. Портрет је направљен од 3.500 ружева за усне у 14 различитих боја.[28]
- Песма Like Leila Khaled Said са албума Wilder групе The Teardrop Explodes из 1981. године инспирисана је Лејлом Халед. Аутор песме, Џулијан Коуп, описао је песму као љубавну посвету Халед јер ју је сматрао веома лепом, али је додао да је „све то било као лоша вест“.[29]
- Друга половина албума Psychedelic Revolution Џулијана Коупа из 2012. године носи назив Phase of Leila Khaled, док се прва половина зове Phase of Che Guevara. Лирика албума садржи више референци на политичке демонстрације, тероризам и бомбаше самоубице. Пратећи буклет садржи и фотографију Халед.[30]
- Од 2018. године, њен лик је приказан на муралу на Међународном зиду на Фолс Роаду у Белфасту, Северна Ирска. Мурал је базиран на познатој фотографији коју је снимио Еди Адамс, на којој Халед држи пушку АК-47, а иза ње је палестинска застава. На муралу, поред њеног лика и лика ирског републиканца Чарлија Хјуса, пише Our Struggle continues.[31]
- Градско веће Јоханезбурга је у новембру 2018. године изгласало промену имена улице Сандон драјв у Лејла Халед драјв.[32] На тој улици се налази и амерички конзулат у Јоханезбургу.[33][34]
- Песма под називом Leila Khaled је десета песма на албуму Friværdi, који је дански рок бенд Magtens Korridorer објавио 26. септембра 2005. године.[35]
- Сценариста Крис Бушер је изјавио да је лик Лила, ратнице из серије Доктор Ху, добио име по Лејли Халед.[36]
- Халед се помиње у песми Mother India групе Fun-da-mental, која се налази на компилацијском албуму Love India (2010), који је дистрибуирао Starbucks у Сједињеним Америчким Државама.[37]
- Јапански рок певач Панта је 2007. године објавио албум Olive no Ki no Shita de, на коме се налази песма Leila's Ballade. Текст за ову песму написале су Фусако Шигенобу, бивша чланица Јапанске црвене армије, и њена ћерка Меј Шигенобу.[38]
- 2012. године, Халед је била позвана на церемонију поводом 40. годишњице масакра на аеродрому Лод, коју је организовала јапанска крајње левичарска група у Кјоту.[39] Панта је том приликом извео песму Leila's Ballade пред Халед.
- О њој је снимљен документарни филм Leila Khaled: Hijacker из 2006. године, који је режирала шведско-палестинска ауторка Лина Макбул.[40]